# Río Baudó
El río Baudó es un río colombiano perteneciente a la vertiente del Océano Pacífico y atraviesa el territorio de algunos municipios del departamento del Chocó, como Alto Baudó y Bajo Baudó. Nace en la serranía de Baudó, tiene una longitud de unos 150 km y, a pesar de su corta longitud, el hecho de estar en una zona muy húmeda, con más de 5000 mm anuales hace que sea relativamente caudaloso y en su parte baja lleno de pantanos. La región biogeográfica del Pacífico colombiano se caracteriza por valles estrechos que se amplían poco a poco para formar amplias vegas inundables con playas, pantanos arbustivos, bosques anegados y ríos permanentes. 
Se dice que el vocablo Baudó significa en lengua noanamá o waunana, «río de ir y venir», posiblemente debido a las mareas del Pacífico que a la altura de las bocas del Baudó en Pizarro, alcanzan hasta cuatro metros de diferencia vertical entre el flujo y el reflujo.
En él desembocan varios ríos pequeños y quebradas, como el Ampora, el Portadó, el Dubasá, el Berreberre y el Pepé, la mayoría de los cuales son considerados en ocasiones como quebradas.
Este río nace en la serranía del mismo nombre, y junto al río Atrato y el río San Juan, es uno de los principales ríos chocoanos.
El río Baudó, que al igual que el San Juan desemboca en el océano Pacífico, presenta la posibilidad de ser convertido en un canal interoceánico artificial conectando uno de los dos ríos con el Atrato, aunque las posibiidades son lejanas todavía.
En la zona viven diversos pueblos indígenas, entre ellos los emberá y los waunana, y debido a la densidad selvática, opera el  ELN.

## Cambio climático
El río Baudó se enfrenta a irregularidades en las precipitaciones, que superan los 400 mm todos los meses, menos en época seca, de enero a abril, cuando se mantienen en torno a los 300 mm en la región. En marzo de 2024, unas lluvias excepcionales provocaron inundaciones en el Baudó, Medio Baudó y Bajo Baudó, provocando la declaración de emergencia en toda la zona.

## Sitio Ramsar del delta del río Baudó
En 2004 el delta del río Baudó se declara sitio Ramsar con el número 1387 en las coordenadas 04°52'N 77°22'W por sus buenas condiciones de conservación, con una extensión de 88,9 km2. Presenta su límite norte en el punto conocido como pantano José Ángel (N 04° 58'; W 77° 23’), sigue con dirección sur al oriente del municipio del Bajo Baudó-Pizarro (N 04° 57’; W 77° 22’), cruza el río Baudó, incluye todo el sistema de bosque inundable de las bocanas de los ríos Usaragá y Dotenedó continúa en dirección sur pasando por Sivirú hasta llegar a la Ensenada de Docampadó, donde, en la Isla Playa Nueva (N 04° 48’; W 77° 22’), se ubica el límite meridional.  Comprende matorrales y bosques pantanosos. playas y zonas inundables. La vegetación incluye manglares en los que crecen Mora oleifera o Mora megistosperma (guandales o natales), especie que crece en Costa Rica, Panama Colombia y Ecuador, y alcanza los 35 m de altura y 4 m de diámetro, y otras como Pelliciera rhizophoreae, Avicennia germinans y las palmas Manicaria saccifera y Euterpe oleracea. Entre la fauna figuran la paca común, el pecarí barbiblanco o coyámel, el jaguar y el lobito de río o nutria del noroeste. Entre los peces que se reproducen en los humedales figuran la mojarra (Cichlasoma kraussii), Hoplias malabaricus (quicharo o moncholo en la zona) y el mújol, así como la sabaleta, la mojarra. Entre las aves, las garzas Butorides striatus, Ardea cocoi y Ardea alba. En la zona se explota el bosque, se pesca, se practica la agricultura de subsistencia, la caza y la cestería. Las amenazas pasan por el exceso de estas actividades, como limpiar el manglar para plantar arroz.

## Reserva de la biosfera de la Unesco Tribugá-Cupica-Baudó
El año 2023, la Unesco designa, en el departamento del Chocó, la Reserva de la Biosfera Tribugá-Cupica-Baudó, con 2,5 millones de hectáreas (25.000 km2), que incluye el golfo de Tribugá, el río Baudó y el río Cupica. La reserva incluye dos biomas principales, uno es el situado en la costa del Pacífico, con arrecifes, manglares, bosque tropical en ecosistemas tan diversos como acantilados, estuarios, costas, golfos, ensenadas, bahías y zonas marinas, y el otro es el bosque húmedo tropical de la serranía del Baudó.